# MaK G 763 C
A MaK G 763 C dízel-hidraulikus tolatómozdony-sorozat, amelyet a Maschinenbau Kiel (MaK) gyártott 1982 és 1993 között, összesen 27 példányban. A G 763 C a MaK 1977-től kínált harmadik generációs típusprogramjának tagja. Az ebben a programban fejlesztett mozdonyokba nem a korábbi típusokra jellemző, a hajóépítésben használt lassú járású MaK-motorokat, hanem más gyártók nagysebességű motorjait szerelték be. A G 763 C-mozdonyokba az MTU által gyártott 560 kW (761 PS) névleges teljesítményű motorjait építették be. Emellett biztonsági okokból a vezetőfülkékhez már nem lehet közvetlenül a földről hozzáférni, hanem csak a járdán keresztül. A MaK G 763 C három tengelye a vázban ül, amelyeket kardántengelyek hajtanak. Maximális megengedett sebessége 32 vagy 40 km/h (20 vagy 25 mph). Üzemi tömege 60 vagy 66 tonna. Tüzelőanyag-tartálya 1500 l (330 imp gal; 400 US gal) kapacitású.
A G 763 C a német járműnyilvántartásban a 98 80 0262 sorszámmal szerepel.

## Üzemeltetők
1982 és 1993 között 27 G 763 C típusú mozdonyt építettek. Legnagyobb megrendelői a Kreisbahn Siegen-Wittgenstein és a Städtische Häfen Hannover volt 3-3 mozdonnyal.
| MaK G 763 C-mozdonyok listája |             |                                                                                 |                                                                          | |
| Gyártási szám                 | Gyártás éve | Első üzemeltető                                                                 | Legutóbbi üzemeltető                                                     | Megjegyzés |
| 700062                        | 1982        | Deutsche Solvay Werke GmbH „1“                                                  | Solvay Chemicals GmbH „1“                                                | Korábban Solvay Soda Deutschland GmbH „1“, Solvay Infra GmbH „1“ |
| 700069                        | 1982        | Hafen- und Bahnbetriebe der Stadt Krefeld „D I“                                 | Hafen Krefeld GmbH & Co KG „D I“                                         | UIC-pályaszáma: 98 80 0262 202-1 D-RHKE |
| 700070                        | 1982        | Hafen- und Bahnbetriebe der Stadt Krefeld „D II“                                | Hafen Krefeld GmbH & Co KG „D II“                                        | UIC-pályaszáma: 98 80 0262 203-9 D-RHKE |
| 700071                        | 1982        | Städtische Häfen Hannover „F 3“                                                 | Städtische Häfen Hannover „F 3“                                          | |
| 700072                        | 1983        | Raffinerie Cressier                                                             | Varo Refining Cressier SA                                                | Korábban Shell (Schweiz) AG, Petroplus Refining Cressier SA, |
| 700073                        | 1982        | Maschinenbau Kiel                                                               | Rheinkalk GmbH, Werk Hönnetal, Menden-Lendringsen-Oberrödinghausen „2“   | Korábban Städtische Häfen Essen „4“, Stadtwerke Essen AG „4“, concert-logistics unirail GmbH                                                                                              |
| 700074                        | 1985        | Elektrizitätsversorgungs-AG, Kraftwerk Altbach                                  | EnBW Kraftwerke AG                                                       | Korábban Neckarwerke Stuttgart AG, Kraftwerk Altbach |
| 700075                        | 1985        | Bayer AG, Werk Uerdingen „11“                                                   | INEOS Solvents Germany GmbH, Werk Moers-Meerbeck „3“                     | Korábban Locomotion Service GmbH „11“, Vossloh Locomotives GmbH „11“, Zellstoff Stendal GmbH „11“, Sasol Solvents Germany GmbH, Werk Moers-Meerbeck „3“                                   |
| 700076                        | 1985        | Krupp MaK Maschinenbau GmbH                                                     | TanQuid GmbH & Co. KG „14“                                               | Korábban Eisenbahn-Gesellschaft Altona-Kaltenkirchen-Neumünster, Industrie-Verwaltungs-Gesellschaft mbH, IVG Tanklager GmbH, TanQuid Zweite GmbH & Co. KG                                 |
| 700086                        | 1985        | Klöckner Stahl GmbH, Hütte Bremen „27“                                          | Hansebahn Bremen „27“                                                    | Korábban Stahlwerke Bremen GmbH „27“, Arcelor Bremen GmbH „27“, ArcelorMittal Bremen GmbH „27“. Beceneve „Susi”                                                                           |
| 700087                        | 1985        | Maschinenbau Kiel                                                               | Hansebahn Bremen                                                         | Korábban Solvay Österreich GmbH „Max“, Solvay & Cie. „Max“ |
| 700088                        | 1985        | Bayer AG, Eisenbahn Köln-Mülheim „108“                                          | Westfälische Lokomotiv-Fabrik Reuschling GmbH & Co. KG                   | Korábban Vossloh Schienenfahrzeugtechnik GmbH „108“, Chemion Logistik GmbH „108“, Vossloh Locomotives GmbH „108“, InfraServ GmbH & Co. Gendorf KG „16“                                    |
| 700089                        | 1987        | Berliner Kraft- und Licht (Bewag)-Aktiengesellschaft, Kraftwerk Reuter West „3“ | Vattenfall Wärme Berlin AG, Kraftwerk Reuter „3“                         | |
| 700090                        | 1987        | Städtische Häfen Hannover „F 4“                                                 | Städtische Häfen Hannover „F 4“                                          | |
| 700091                        | 1987        | Bayer AG, Werk Leverkusen, Eisenbahn Köln-Mülheim „109“                         | InfraServ GmbH & Co. Gendorf KG „6“                                      | Korábban Vossloh Schienenfahrzeugtechnik GmbH „109“, Chemion Logistik GmbH „109“, Vossloh Locomotives GmbH „109“. Beceneve „Peter”                                                        |
| 700092                        | 1988        | Klöckner Stahl GmbH, Hütte Bremen „11“                                          | Hansebahn Bremen GmbH „11“                                               | Korábban Stahlwerke Bremen GmbH „11“, Arcelor Bremen GmbH „11“, ArcelorMittal Bremen GmbH „11“                                                                                            |
| 700093                        | 1989        | Siegener Kreisbahn GmbH „31“                                                    | Verkehrsbetriebe Grafschaft Hoya GmbH „22“                               | A Hannover Messe 1989 elnevezésű rendezvényen kiállították. Korábban Kreisbahn Siegen-Wittgenstein GmbH „31“, Vossloh Locomotives GmbH, ThyssenKrupp Steel AG, BASANT BASF Antwerpen N.V. |
| 700094                        | 1990        | Bayer AG, Eisenbahn Köln-Mülheim „110“                                          | Chemion Logistik GmbH „110“                                              | Korábban Vossloh Schienenfahrzeugtechnik GmbH „110“, Vossloh Locomotives GmbH „110“ |
| 700099                        | 1990        | Siegener Kreisbahn GmbH „32“                                                    | thyssenkrupp Hohenlimburg GmbH „763“                                     | Korábban Kreisbahn Siegen-Wittgenstein GmbH „32“, Märkische Eisenbahn-Gesellschaft mbH, Vossloh Locomotives GmbH, Hoesch Hohenlimburg GmbH „763“                                          |
| 700100                        | 1991        | Zementfabrik Holderbank, Werk Rekingen                                          | Holcim (Schweiz) AG „Em 837 910-9“                                       | Korábban Kieswerk Hüntwangen AG, Holcim Kies und Beton AG „Em 837 910-9“ |
| 700101                        | 1991        | V.A.G. Transport GmbH & Co. OHG                                                 | V.A.G. Transport GmbH & Co. OHG                                          | |
| 700102                        | 1992        | Städtische Häfen Hannover „F 5“                                                 | Städtische Häfen Hannover „F 5“                                          | Beceneve „Hiltrud” |
| 700103                        | 1992        | Hoechst AG, Werk Gendorf „5“                                                    | InfraServ GmbH & Co. Gendorf KG „5“                                      | Beceneve „Ernst” |
| 700104                        | 1992        | Rheinisch-Westfälische Kalkwerke AG, Werk Hönnetal „4“                          | Rheinkalk GmbH & Co. KG, Werk Hönnetal „4“                               | |
| 700105                        | 1992        | Hoechst AG, Frankfurt (Main)-Höchst „2“                                         | InfraServ Logistics GmbH, Frankfurt (Main)-Höchst „2“                    | Korábban InfraServ GmbH & Co. Höchst KG „2“. UIC-pályaszáma: 98 80 0262 229-4 D-ISL |
| 700110                        | 1993        | Siegener Kreisbahn GmbH „33“                                                    | K+S Minerals and Agriculture GmbH, Werksverbund Werra, Werk Heringen „2“ | Korábban InfraServ Logistics GmbH, Frankfurt (Main)-Höchst „2“, Walzen Irle GmbH, HLB Basis AG, Vossloh Locomotives GmbH, K+S Kali GmbH, Werksverbund Werra, Werk Heringen „2“            |
| 700111                        | 1993        | Neckarwerke Elektrizitätsversorgungs-AG, Kraftwerk Altbach                      | EnBW Kraftwerke AG                                                       | Korábban Neckarwerke Stuttgart AG, Kraftwerk Altbach |

## Fordítás
- Ez a szócikk részben vagy egészben  a   MaK G 763 C című német Wikipédia-szócikk ezen változatának fordításán alapul.  Az eredeti cikk szerkesztőit annak laptörténete sorolja fel. Ez a jelzés csupán a megfogalmazás eredetét és a szerzői jogokat jelzi, nem szolgál a cikkben szereplő információk forrásmegjelöléseként.